# Grimstad, Østfold
Grimstad är en tidigare tätort i Råde kommun i Østfold fylke i sydöstra Norge. Orten ligger vid fylkesväg 118, vid sidan av Europaväg 6, mellan tätorterna Halmstad och Karlshus.
Sedan 2002 räknas orten inte längre som en tätort.